# 蔡昉
蔡昉（1956年9月—），男，汉族，江西萍乡人，中国经济学家，中国社会科学院国家高端智库首席专家，中国社会科学院学部委员，曾任中国社会科学院副院长。中共十七大、十八大代表，第十一、十二、十三届全国人大常委。

## 生平
1956年9月生于北京。1987年2月加入中国共产党。1982年9月毕业于中国人民大学农业经济系经济学专业。1985年8月毕业于中国社会科学院研究生院农村发展系，获经济学硕士学位，1989年获经济学博士学位。1985年起在中国社会科学院农村发展研究所工作。1993年8月，任中国社会科学院人口研究所（后改为人口与劳动经济研究所）副所长，1998年9月任所长。2014年7月至2021年3月，任中国社会科学院副院长。2017年4月，兼任中国社会科学院丝绸之路研究院理事长。2021年3月至2024年3月，任中国人民银行货币政策委员会委员。